# Kanina
Obec Kanina se nachází v okrese Mělník ve Středočeském kraji. Rozkládá se asi dvanáct kilometrů severovýchodně od Mělníka. Žije zde 103 obyvatel.

## Historie
První písemná zmínka o obci pochází z roku 1207.

### Územněsprávní začlenění
Dějiny územněsprávního začleňování zahrnují období od roku 1850 do současnosti. V chronologickém přehledu je uvedena územně administrativní příslušnost obce v roce, kdy ke změně došlo:
- 1850 země česká, kraj Praha, politický i soudní okres Mělník[5]
- 1855 země česká, kraj Praha, soudní okres Mělník
- 1868 země česká, kraj Praha, politický i soudní okres Mělník
- 1939 země česká, Oberlandrat Mělník, politický i soudní okres Mělník[6]
- 1942 země česká, Oberlandrat Praha, politický i soudní okres Mělník[7]
- 1945 země česká, správní i soudní okres Mělník[8]
- 1949 Pražský kraj, okres Mělník[9]
- 1960 Středočeský kraj, okres Mělník
- 2003 Středočeský kraj, okres Mělník, obec s rozšířenou působností Mělník

### Rok 1932
V obci Kanina (přísl. Hradsko, Kaninnský Důl 530 obyvatel) byly v roce 1932 evidovány tyto živnosti a obchody: družstvo pro rozvod elektrické energie v Kaníně, holič, 4 hostince, 3 hotely (Harasov, Krausovna, Pobuda), kolář, kovář, obuvník, 3 pensiony, obchod s lahvovým pivem, 3 rolníci, 3 obchody se smíšeným zbožím, Spořitelní a záložní spolek pro Kaninu, 2 stavitelé, tesařský mistr, 3 trafiky, truhlář.

## Přírodní poměry
Vesnice stojí v chráněné krajinné oblasti Kokořínsko – Máchův kraj. Do oblasti podél severní a západní hranice části katastrálního území Kanina zasahuje přírodní rezervace Kokořínský důl.

## Obyvatelstvo

### Struktura
Dle sčítání lidu v roce 2011 žilo v Kanině trvale 70 osob, z toho 31 žen. Celkem 44 občanů se hlásilo k české národnosti, 2 k moravské a 1 ke slovenské.
| Počet    | 1850 | 1869 | 1880 | 1890 | 1900 | 1910 | 1921 | 1930 | 1950 | 1961 | 1970 | 1980 | 1991 | 2001 | 2011 |
| -------- | ---- | ---- | ---- | ---- | ---- | ---- | ---- | ---- | ---- | ---- | ---- | ---- | ---- | ---- | ---- |
| obyvatel | 257  | 278  | 292  | 286  | 309  | 320  | 273  | 209  | 183  | 213  | 114  | 60   | 45   | 70   | 70   |
| domů     | 42   | 46   | 47   | 47   | 51   | 54   | 56   | 57   | 51   | 47   | 36   | 42   | 53   | 56   |      |

### Náboženský život
Kanina náleží do správy římskokatolické farnosti Mšeno u Mělníka náležící do mladoboleslavského vikariátu litoměřické diecéze. Podle cenzu z roku 2011 se k víře hlásí ze 70 osob 17 věřících, z toho se 4 lidí hlásilo k římskokatolické církvi a 3 k Českobratrské církvi evangelické. 8 osob bylo bez vyznání, 12 bez náboženské víry a 41 osob své vyznání neuvedlo.

## Obecní správa a politika

### Místní části, členství ve sdruženích
Obec se rozkládá na katastrálním území Kanina a nečlení se na místní části či základní sídelní jednotky.
Kanina je členem mikroregionu Sdružení obcí Kokořínska a místní akční skupiny Vyhlídky.

### Zastupitelstvo a starosta
Obec má pětičlenné zastupitelstvo, v jehož čele stojí starostka Jaroslava Vraná, která se funkce ujala 16. srpna 2011. Ve volbách konaných 2. července 2011 získalo sdružení Kanina jinak 4 mandáty a Sdružení pro ještě lepší Kaninu 1 zastupitele. Volební účast byla 86,27 %.

### Znak a vlajka
Právo užívat znak a vlajku bylo obci uděleno rozhodnutím Poslanecké sněmovny Parlamentu České republiky dne 29. května 2007. Ve stříbrno-zeleně zvýšeně děleném štítě se nahoře nachází rozkřídlená káně přirozené barvy, dole zlatá koruna, z níž vyrůstají dva odkloněné lipové listy, mezi nimi tři plody, vše stříbrné. List vlajky tvoří čtyři vodorovné pruhy, bílý, zelený, žlutý a zelený, v poměru 3:3:1:1. V bílém pruhu rozkřídlená hnědá káně. Ze žlutého pruhu vyrůstají dva odkloněné lipové listy, mezi nimi tři plody, vše bílé. Vlajka má rozměr šířky ku délce v poměru 2:3.

## Doprava
Dopravní síť

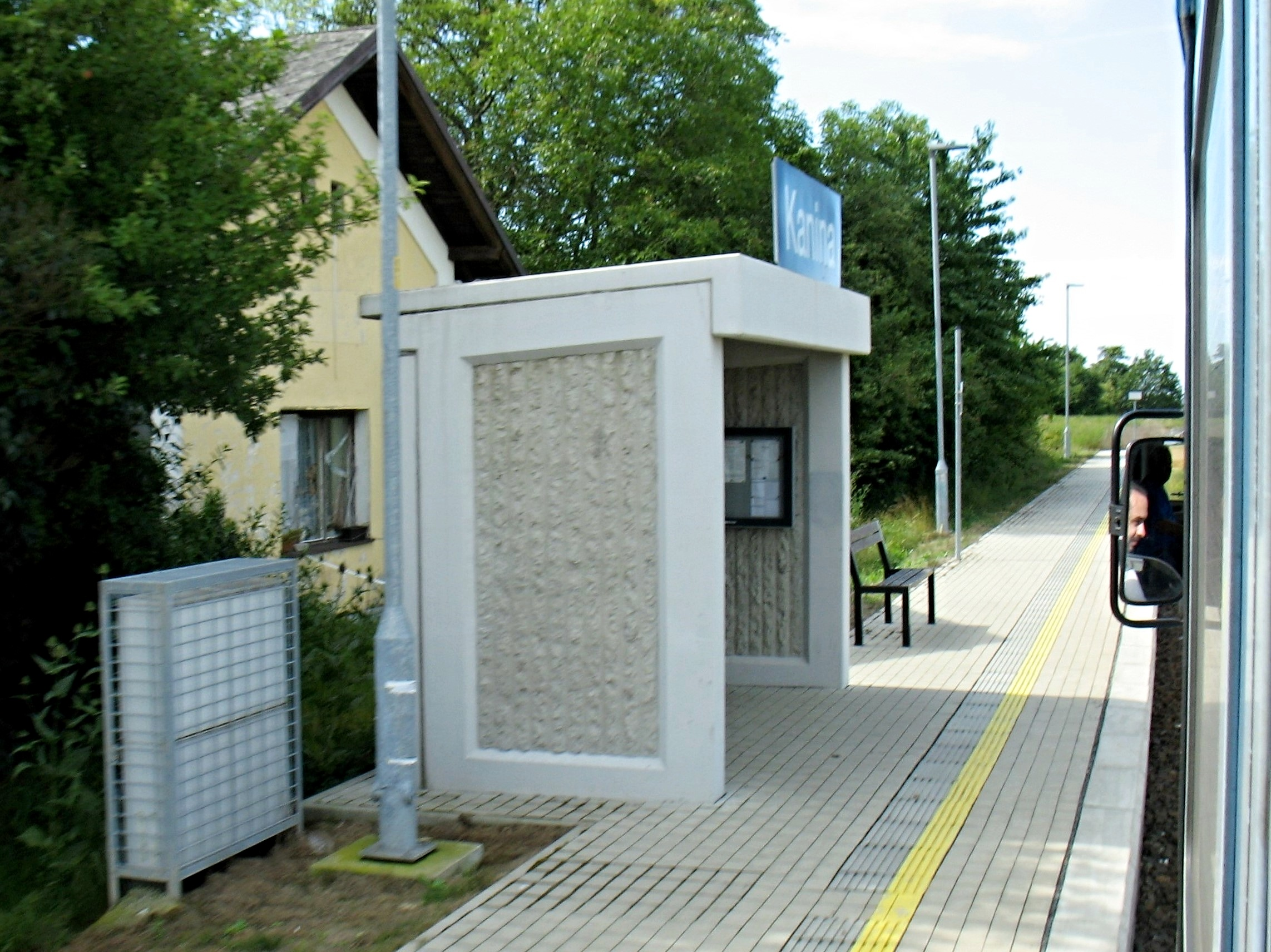
Železniční zastávka Kanina

- Železniční zastávka KaninaPozemní komunikace – Do obce vede silnice III. třídy. Ve vzdálenosti 1,5 km vede silnice II/273 Mělník – Mšeno – Doksy.
- Železnice – Poblíž obce je železniční zastávka Kanina, která leží na železniční trati 076 Mladá Boleslav – Mšeno – Mělník. Jedná se o jednokolejnou regionální trať, doprava byla mezi Mělníkem a Mšenem zahájena roku 1897.

Veřejná doprava 2012
- Autobusová doprava – Na území obce měly zastávky autobusové linky do těchto cílů: Kokořín, Mělník, Mšeno, Praha (dopravce ČSAD Střední Čechy), Chorušice, Kokořín, Mělník, Mšeno, Řepín (dopravce Kokořínský SOK).
- Železniční doprava – V železniční zastávce Kanina zastavovalo denně 6 osobních vlaků.

## Turistika
- Cyklistika – Obcí vede cyklotrasa č. 8146 U Grobiána (Kokořínský Důl) – Kanina – Chorušice – Mělnické Vtelno.
- Pěší turistika – Po hranici obce vede turistická trasa  Kokořínský důl – Kočičina – Sedlec – Mšeno.

## Pamětihodnosti
- Venkovské usedlosti č. p. 9, 17 a 18